# 大葉蟻塔
大葉蟻塔（Gunnera manicata），又名巨人大黃（源自英語：Brazilian giant-rhubarb/giant rhubarb），是洋二仙草屬的一種植物，原產於巴西馬爾山脈附近地區。它是一種有著巨大葉子的常綠草本植物，高可達2.5（8.2英尺）至4（13英尺），葉子直徑可達4英尺（120），植株整體覆蓋面積達9平方（97平方英尺）。葉子底部和莖上有刺，開紅綠色小花，結的果子也很小。
它可作爲觀賞植物種植，亦曾獲皇家園藝學會金獎，但在寒冷地帶種植的話冬天就會枯萎。雖然又叫做巨人大黃，但它實際和大黃並沒有什麽親緣關係。這是一種極其古老的植物，歷史可追溯至1.5億年前。在其原產地，它會被用來治療性傳染病。

## 外部連接
- Pink, A. . Project Gutenberg Literary Archive Foundation. 2004  [2017-12-04]. （原始内容存档于2009-09-24）.
- Gunnera manicata（页面存档备份，存于）
- 图片：昆明植物园水景园里的大叶蚁塔